# Tychtodelopterum archaicum
Tychtodelopterum archaicum là một loài côn trùng trong họ Archaemiopteridae thuộc bộ Miomoptera. Loài này được Martynova miêu tả năm 1961.